# Betzenbach (Speltach)
Der Betzenbach ist ein Bach im Gebiet der Gemeinde Frankenhardt im Landkreis Schwäbisch Hall im nordöstlichen Baden-Württemberg, der nach einem etwa ostnordöstlichem Lauf unterhalb der Betzenmühle von rechts in die Speltach mündet. Er ist unter 2 km lang, zusammen mit dem rechten und bedeutenderen  Taubbach seiner beiden Quellbäche, der bei Banzenweiler mit dem linken Haselbach zusammenfließt, dagegen über 4 km.

## Geographie

### Oberlauf Taubbach
Der Taubbach entspringt weniger als 300 Meter südwestlich des Frankenhardter Weilers Spaichbühl in einer krautigen Hangmulde auf bis zu 467 m ü. NHN am Fuß des hier Struthalde genannten Ostabhangs des Tafelberges Hahnenberg (505,9 m ü. NHN). Am Weiler auf dem flachen linken Hang vorbei, fließt er ostnordostwärts anfangs fast ohne begleitende Galerie in einer leichten Mulde zwischen Äckern und Wiesen, unterquert dabei das kleine Verbindungssträßchen von Spaichbühl nach Brunzenberg und wird etwa 1,1 km abwärts seines Ursprungs an seiner Unterquerung der L 1064 von Spaichbühl nach Gründelhardt auf etwas unter 445,8 m ü. NHN von rechts her vom Bühlbach verstärkt, nach Länge und Einzugsgebiet ein etwa gleichwertiger südwestlicher Oberlauf, der einem von kurzen Waldgerinnen gespeisten Teich an der Waldenge des Sträßchens nach Brunzenberg entspringt.
Auf der anderen Straßenseite durchläuft er, erstmals unter einer geschlossenen Baumreihe aus Schwarzerlen und Weiden, eine flache Wiesenaue, dann zieht er mit teilweise aussetzendem Bewuchs neben einem Feldweg zwischen Äckern. Der wie schon an dieser Seite des Bühlbachs merklich höhere rechte Hang der hier nun bis auf 505,2 m ü. NHN aufragenden Nonnenkappel ist gänzlich von Wald bedeckt. Noch unter diesem Berg mündet, etwa 2,1 km abwärts der Quelle, von links und Westen aus einer flachen Mulde der etwa 1,2 km lange Rinnichbach auf etwa 435 m ü. NHN. Nachdem noch zwei Hanggerinne von rechts, der eine Abfluss eines Teichs am Fuß der Nonnenkappe, der andere ein kurzer Quellabfluss an einer baumüberwachsenen Steilböschung, den Taubbach gespeist haben, erreicht er an der K 2638 Gründelhardt–Oberspeltach den Südwestrand des Weilers Banzenweiler. Jenseits der Straße läuft er nach insgesamt etwa 2,8 km Laufs auf etwa 429 m ü. NHN dann gleich mit dem wiederum aus dem Westen kommenden und 1,2 km langen Haselbach zum Betzenbach zusammen.

### Verlauf
Der Betzenbach hat eine etwas östlichere Laufrichtung als der Taubbach und teilt sich in einer inzwischen recht breiten Aue schon nach 50 Metern in zwei Läufe. Der linke Zweig mit Namen Rauhenbach ist der fast baumlose, insgesamt 0,8 km lange Mühlkanal der Betzenmühle, er fließt am Hangfuß und kurz vor dem Mühlenanwesen durch den länglichen alten Mühlteich von etwa 0,4 ha Größe. Gleich nach dem Mühlengelände vereint er sich wieder mit dem Betzenbach genannten rechten Ast. Dieser hält sich im Bereich der Teilung an den rechten Rand, dann an die Mitte der Aue und läuft unter Bäumen. Unterhalb des Wiederzusammenflusses am Sträßchen von Banzenweiler über die Betzenmühle zur L 1066 folgt die Baumreihe noch etwas dem Lauf in der sich zur Speltach hin öffnenden Aue, das letzte Stück des Bachlaufs zwischen Äckern ist dann wieder kahl. 1,7 km unterhalb seine Zusammenflusses aus Taub- und Haselbach und etwa 4,5 km unterhalb der Taubbachquelle mündet der Betzenbach schließlich auf 417 m ü. NHN von rechts in die Speltach. Er hat auf seinem Namensabschnitt ein mittleres Sohlgefälle von etwa 7 ‰, der Hauptstrang mitsamt dem Taubbach eines von etwa 11 ‰.

### Einzugsgebiet
Der Betzenbach entwässert 5,2 km² des Gemeindegebietes von Frankenhardt ungefähr ostnordöstlich zum Jagst-Zufluss Speltach. Seine beiden mit etwa 502,5 m ü. NHN höchsten Punkte liegen an seiner oberen Spitze etwas südwestlich von Spaichbühl im Waldgewann Geschäufelter Sumpf auf dem Hahnenberg sowie auf dem Gipfel der Nonnenkappel nordwestlich von Gründelhardt. Hinter der vom Geschäufelten Sumpf bis fast nach Waldbuch sich ziehenden nordwestlichen Wasserscheide fließt der Seelesbach dem rechten Speltach-Oberlauf Buchbach zu, jenseits der anschließenden nördlichen von dort bis zur Mündung entwässern unbedeutenderen Bäche zu deren Oberlauf Buchbach und Speltach.
Hinter der südöstlichen Wasserscheide von der Mündung bis in den Kammerforst westsüdwestlich von Brunzenberg entspringt zuallererst noch in der Speltachaue der Gründische Brunnen, dann konkurrieren hinter der Grenze die linken Zuflüsse des wenig weiter abwärts in die Speltach mündenden Stettbachs – Gründelbach, Brunnenbach und schließlich Madenbach. Der Teil der Wasserscheide gegen Brunnen- und Madenbach, auf welchem sie unter anderem über den Kamm des Nonnenkapells zieht, ist morphologisch die auffälligste. Die südwestliche Wasserscheide vom Kammerforst bis zurück in den Geschäufelten Sumpf dagegen ist die hydrologisch bedeutsamste, denn am Gegenhang des Hahnenbergs entsteht der Nesselbach mit seinen oberen Zuflüssen, der über Bühler und dann Kocher zum Neckar entwässert, der auch Vorfluter des Jagst ist.

### Zuflüsse und Seen
Liste der Zuflüsse und  Seen von der Quelle zur Mündung. Gewässerlänge, Seefläche und Einzugsgebiet und Höhe nach den entsprechenden Layern auf der Onlinekarte der LUBW. Andere Quellen für die Angaben sind vermerkt.
Ursprung des Betzenbachs auf etwa 429 m ü. NHN am Südostrand von Banzenweiler aus dem Zusammenfluss seiner Oberläufe.
- Taubbach, rechter und westsüdwestlicher Hauptstrang-Oberlauf, ca. 2,8 km[LUBW 3] und ca. 2,9 km². Entsteht südwestlich von Spaichbühl in einer auf bis zu 467 m ü. NHN hochreichenden, krautigen Wiesenquellmulde am Fuß des östlichen Abhangs Struthalde des Hahnenbergs (505,9 m ü. NHN[LUBW 2]). Der Bach läuft etwa ostnordöstlich.
  - Bühlbach, von rechts und Südwesten auf etwas unter 445,8 m ü. NHN[LUBW 2] an der L 1064 Spaichbühl-Gründelhardt, 0,8 km und ca. 0,7 km². Der selbst bis zu diesem Zufluss ca. 1,0 km[LUBW 3] lange Brühlbach hat bis dorthin ein Einzugsgebiet von ebenfalls ca. 0,7 km²-
    -  Entfließt auf etwa 465 m ü. NHN einem Teich neben dem Sträßchen Spaichbühl–Brunzenberg am Rand des Hahnenbergwalds, 0,1 ha.
      - (Teichzulauf) von Südosten, mit zulaufendem Waldrinnsal aus dem Süden, auf längstem Fließweg unter 0,2 km[LUBW 9] und ca. 0,3 km². Entstehen auf Höhen bis knapp 475 m ü. NHN.

  - Rinnichbach, von links und Westen auf etwa 435 m ü. NHN vor dem Nordfuß der Nonnenkappel (502,5 m ü. NHN[LUBW 2]), 1,2 km und ca. 0,5 km². Entsteht auf etwa 455 m ü. NHN östlich der K 2665 Spaichbühl–Waldbuch im Wiesengewann Rinnich.
  - (Teichablauf), von rechts und Südsüdosten auf etwa 432 m ü. NHN wenig vor Banzenweiler, ca. 0,2 km[LUBW 9] und ca. 0,2 km².
    -  Entfließt in natürlicher Mulde auf etwa 433 m ü. NHN einem Teich an der Nordspitze des Waldes der Nonnenkappel, 0,3 ha.
- Haselbach[LUBW 6], linker und westlicher Nebenstrang-Oberlauf, 1,2 km und ca. 1,0 km². Entsteht auf etwa 447 m ü. NHN in den Wasenäckern südlich von Waldbuch und läuft in seiner natürlichen Mulde als Graben neben einem gut ausgebauten Feldweg nach Banzenweiler.
  - (Anderer Haselbach-Ast), von links und Westnordwesten auf etwa 434 m ü. NHN wenig westlich von Banzenweiler, ca. 0,7 km[LUBW 9] und ca. 0,5 km². Entsteht auf etwa 446 m ü. NHN zwischen einem Aussiedlerhof von Waldbuch im Nordwesten und der Haselhalde im Südosten.
- (Abgang des Nebenlaufs Rauhenbach), nach links auf etwa 428 m ü. NHN gleich nach dem Zusammenfluss.
  - (Teichablauf), von rechts und Süden auf etwa 426 m ü. NHN an einer Feldwegquerung in den Betzenbach selbst, ca. 0,3 km[LUBW 9] und ca. 0,2 km².
    -  Entfließt in natürlicher Mulde auf etwa 440 m ü. NHN einem Kleinteich neben der K 2639 Gründelhardt–Banzenweiler, unter 0,1 ha.
- Rauhenbach, von links auf etwas unter 423,4 m ü. NHN[LUBW 2] neben dem Sträßchen von der Betzenmühle zur L 1066, 0,8 km,
  -  Durchfließt vor der Betzenmühle auf etwa 427 m ü. NHN deren langgezogenen ehemaligen Mühlteich, 0,4 ha.

Mündung des Betzenbachs von rechts und zuletzt Osten auf 417 m ü. NHN gegenüber dem Weiler Fichtenhaus (oder auch Schmierhaus) in die Speltach. Der Betzenbach ist auf seinem Namensabschnitt ab dem Zusammenfluss von Taubbach und Haselbach ca. 1,7 km und mit seinem Hauptoberlauf Taubbach ab dessen Ursprung ca. 4,5 km. Er hat ein Einzugsgebiet von 5,2 km².

### Ortschaften
Der vom Haselbach durchlaufene Weiler Banzenweiler liegt an dessen Zusammenlauf mit dem bedeutenderen Oberlauf Taubbach zum Betzenbach, das vom linken Teilungsast Rauhenbach durchzogenen Gelände des Einzelanwesens Betzenmühle unmittelbar vor der Wiedervereinigung der Äste. Der bachnächste Hof am Südrand des Weilers Spaichbühl auf dem flachen linken Hang ist nur etwa hundert Meter vom Lauf des obersten Taubbachs entfernt, ein diesseits der nördlichen Wasserscheide liegender Aussiedlerhof des selbst außerhalb liegenden Weilers Waldbuch etwa zweihundert Meter vom Ursprung des linken Haselbach-Zweigs. An der südlichen Wasserscheide ragt ein Zipfel einer Neubausiedlung des Dorfes Gründelhardt am Ostabhang der Nonnenkappel bachfern ins Einzugsgebiet. Alle Siedlungsplätze gehören wie das gesamte Einzugsgebiet zur Gemeinde Frankenhardt.  

## Naturraum und Geologie
Naturräumlich gehört das Betzenbach-Einzugsgebiet zum Unterraum Burgberg-Vorhöhen und Speltachbucht der Schwäbisch-Fränkischen Waldberge. Die darin anstehenden geologischen Schichten des Mittelkeupers reichen von den Oberen Bunten Mergeln (Mainhardt-Formation) bis hinunter in den Gipskeuper (Grabfeld-Formation). 
An der Südseite des oberen Einzugsgebietes liegt eine großflächige, wenig profilierte Hochfläche im Kieselsandstein (Hassberge-Formation), die sich westwärts aus dem Einzugsgebiet heraus noch weit fortsetzt, mit dem höchsten Punkt auf dem Hahnenberg 505,9 m ü. NHN etwas südwestlich des Waldteichs außerhalb im Geschäufelten Sumpf. Das kleine Bergmassiv ist ein Zeugenberg vor der Stufenkante der Ellwanger Berge im Südosten, das sich der Reliefumkehr im Verlauf der von Westsüdwest nach Ostnordost am südlichen Rand des Einzugsgebietes verlaufenden Neckar-Jagst-Furche verdankt, einer weitreichenden Senkungsstruktur, die von einigen vor allem südostwärts und nach außerhalb abgehenden Störungslinien begleitet ist.
Im Bereich des höchsten Bachquellgebiets im Einzugsgebiet um den Bühlbach-Quellteich, das auf der Tiefenlinie der Furche liegt, hat sich in tektonisch tiefer Lage auf etwa 475–465 m ü. NHN eine kleine Insel der den Kieselsandstein noch überlagernden Oberen Bunten Mergel erhalten, die sonst nirgendwo im Einzugsgebiet auftreten. Durch eine der Querstörungen, die von der Furche abfiedern, ist die schmale Nonnenkappel-Hochfläche der Nonnenkappel (bis 502,5 m ü. NHN), ebenfalls im Kieselsandstein, von dieser Insel abgeteilt; in Richtung der trennenden Störung führt die Straße L 1064 Gründelhardt–Spaichbühl über einen markanten kleinen Pass. Mit der Einsenkung des schmalen Nonnenkappel-Kamms setzt ostwärts der Kieselsandstein ganz aus, der hier wie auch sonst von einem meist breiten Band von Unteren Bunten Mergeln (Steigerwald-Formation) am Hang gesäumt wird.
Am flacheren Abhang unter dieser Schicht streicht dann der Schilfsandstein (Stuttgart-Formation) aus, der nordöstlich von Gründelhardt und um Spaichbühl einiges an Fläche einnimmt und – etwa dort auf der Kuppe Himmelreich (bis über 480 m ü. NHN) – gute Ackerflächen liefert. An seinem Übergang zum darunter liegenden Gipskeuper (Grabfeld-Formation) entspringt wenig südlich von Spaichbühl auch die zweithöchste Quelle im Bachsystem auf etwa 467 m ü. NHN, die des Betzenbach-Hauptoberlaufs Taubbach, der also allenfalls wenige Höhenmeter, jedoch wegen der tektonischen Lage außerhalb der Senkungsfurche etwa drei Formationen tiefer als die kurzen Läufe zum Ursprungsteich des Bühlbachs entsteht.
Der den größten Teil des Einzugsgebietes im Norden und Osten einnehmende Gipskeuper setzt mit seinen Estherienschichten ein, darunter breitet sich dann eine weite, sehr flache Ebene aus, die der wenig dicken, aber erosionsresistenten dolomitischen Corbula-Schicht im Untergrund geschuldet ist. In sie haben die Bachläufe Kerbtäler mit meist markantem oberem Hangknick eingegraben. Die Bäche laufen im Gipskeuper bald in Auensedimentbändern wechselnder Breite. Der Betzenbach mündet in der sehr breiten Aue der ebenfalls von einem solchen Band begleiteten Speltach.
Das Einzugsgebiet ist im südlichen Einzugsgebiet eingerahmt von dem tafelförmig aufragenden Hahnenberg (außerhalb bis 505,9 m ü. NHN) an der Südostseite des Einzugsgebietes und vom ihn kaum tiefer am Südostrand fortsetzenden Höhenzug bis zur Nonnenkappel (502,5 m ü. NHN). An den hohen Hängen steht hier überwiegend Wald, während das übrige Einzugsgebiet eine offene Flurlandschaft ist mit abseits der unmittelbaren Bachtäler vor allem im Norden weiten Flächen auf recht einheitlicher Höhe wenig um 450 m ü. NHN. In der Flur dominieren die Felder, die bei der Flurbereinigung teils zu großen Flächen zusammengelegt wurden und oft bis an die Bachläufe heranreichen, weshalb es nurmehr wenige Feldhecken gibt, jedoch an einigen Hanglagen Trockenrasen, Reste alter Hutungen und von kleinen Heideflächen. Am auffälligsten sind hierbei die beiden Hügelsporne beidseits des Abstiegs der L 1066 von Gründelhardt in die Aue der Speltach, auf denen große alte Huteeichen stehen, unter denen zuweilen heute noch Schafe weiden. Die Wasserläufe zeigen in der Flur nirgendwo mehr natürliche Schlingen.

### LUBW
Amtliche Online-Gewässerkarte mit passendem Ausschnitt und den hier benutzten Layern: Lauf und Einzugsgebiet des Betzenbachs

Allgemeiner Einstieg ohne Voreinstellungen und Layer: Daten- und Kartendienst der Landesanstalt für Umwelt Baden-Württemberg (LUBW) (Hinweise)
1. 1 2 3 4 5  Höhe nach dem Höhenlinienbild auf dem Hintergrundlayer Topographische Karte.
2. 1 2 3 4 5 6 7 8 9 10 11 12 13  Höhe nach schwarzer Beschriftung auf dem Hintergrundlayer Topographische Karte.
3. 1 2 3 4  Länge nach dem Layer Gewässernetz (AWGN), ein zusätzliches Oberlaufstück des Taubbachs westlich der Straße Spaichbühl–Brunzenberg, das beim Polygonzug nicht berücksichtigt war, wurde abgemessen auf dem Hintergrundlayer Topographische Karte.
4. 1 2  Länge nach dem Layer Gewässernetz (AWGN).
5. 1 2  Einzugsgebiet nach dem Layer Basiseinzugsgebiet (AWGN).
6. 1 2 3  Der Layer Gewässernetz (AWGN) nennt den Hafelbach, wohl eine Fehlschreibung, weil seine zwei Äste nach dem Hintergrundlayer Topographische Karte die Haſelhalde (langes S!) einschließen.; dort trägt der Bach selbst keine Beschriftung.
7. ↑  Seefläche nach dem Layer Stehende Gewässer.
8. ↑  Einzugsgebiet abgemessen auf dem Hintergrundlayer Topographische Karte.
9. 1 2 3 4  Länge abgemessen auf dem Hintergrundlayer Topographische Karte.

### Andere Belege
1. ↑  Wolf-Dieter Sick: Geographische Landesaufnahme: Die naturräumlichen Einheiten auf Blatt 162 Rothenburg o. d. Tauber. Bundesanstalt für Landeskunde, Bad Godesberg 1962. → Online-Karte (PDF; 4,7 MB)
2. ↑  Geologie nach der unter → Literatur aufgeführten geologischen Karte. Einen gröberen Überblick verschafft auch: Mapserver des Landesamtes für Geologie, Rohstoffe und Bergbau (LGRB) (Hinweise)